# Belstaff
Белстаф (англ. Belstaff) — английский бренд, основанный в Лондоне (Стаффордшир) в 1924 году, производящий одежду, более всего известный как производитель высококачественных водоотталкивающих жакетов. В данный момент компания находится в итальянском Мольяно-Венето.

## Продакт-плейсмент
Продакт-плейсмент занимает важное место в деятельности компании.
Так, в куртках Belstaff появляются герои фильмов: «Отступники», «Двенадцать друзей Оушена», «Бэтмен: Начало», «Война миров», «Авиатор», «V — значит вендетта», «Миссия невыполнима 3», «Ультиматум Борна», «Тринадцать друзей Оушена», «Тёмный рыцарь», «Терминатор: Да придёт спаситель», «Загадочная история Бенджамина Баттона», «Бесславные ублюдки», «Шерлок», "Выжившие», Джентльмены ", "Банды Лондона"
Также компания Belstaff является одним из основных спонсоров футбольного клуба Roma.

## Интересные факты
Именно в куртке Belstaff знаменитой модели Trialmaster Эрнесто Че Гевара пересек всю Латинскую Америку.